# شخبوط بن ذیاب آل نهیان
شخبوط بن ذیاب بن عیسی آل نهیان (به عربی: شخبوط بن ذیاب بن عیسی آل نهیان) ( درگذشتهٔ ۱۸۱۶ ) دومین شیخ ابوظبی است. او جانشین پدرش ذیاب بن عیسی بن نهیان آل نهیان شد و از سال ۱۷۹۳ تا سال ۱۸۱۶ حکمرانی کرد.